# Miss Tierra 2009
Miss Tierra 2009 fue la 9.ª edición del concurso de belleza Miss Tierra, el cual se celebró en el Boracay Ecovillage Resort and Convention Center, Boracay, Filipinas. La ganadora fue Larissa Ramos de Brasil.

## Resultados

### Posiciones
| Posiciones              | Candidata |
| ----------------------- | --- |
| Miss Tierra 2009        | - Brasil - Larissa Ramos |
| Miss Aire               | - Filipinas - Sandra Seifert |
| Miss Agua               | - Venezuela - Jessica Barboza |
| Miss Fuego              | - España - Alejandra Echevarría |
| Finalistas (Top 8)      | - Colombia - Alejandra Castillo - Martinica - Pascale Nelide - Polonia - Izabela Wilczek - Tailandia - Rujinan Phanseethum |
| Semifinalistas (Top 16) | - Francia - Magalie Thierry - Georgia - Nona Diakonidze - India - Shriya Kishore - Corea - Park Ye-ju - Irlanda del Norte - Kayleigh O'Reilly - Paraguay - Gabriela Rejala - Singapur - Valerie Lim - Sudáfrica - Chanel Grantham |

### Otros premios
| \| Premio Especial \| País \| Concursante \| \| ------------------------- \| ------------------ \| ---------------- \| \| Traje Nacional \| Tanzania \| Evelyne Almasi \| \| Mejor en Traje de Baño \| Filipinas \| Sandra Seifert \| \| Favorita en Vestido Largo \| Filipinas \| Sandra Seifert \| \| Miss Talento \| Polinesia Francesa \| Niuriki Teremate \| \| Miss Fotogenica \| República Checa \| Tereza Budková \| \| Miss Amistad \| Suiza \| Graziella Rogers \| \| Ecología \| República Checa \| Tereza Budková \| \| Ecología \| Jamaica \| Jenaae Jackson \| \| Ecología \| Albania \| Suada Saliu \| | Mayor premio otros |                  |
| Premio Especial | País               | Concursante      |
| Traje Nacional | Tanzania           | Evelyne Almasi   |
| Mejor en Traje de Baño | Filipinas          | Sandra Seifert   |
| Favorita en Vestido Largo | Filipinas          | Sandra Seifert   |
| Miss Talento | Polinesia Francesa | Niuriki Teremate |
| Miss Fotogenica | República Checa    | Tereza Budková   |
| Miss Amistad | Suiza              | Graziella Rogers |
| Ecología | República Checa    | Tereza Budková   |
| Ecología | Jamaica            | Jenaae Jackson   |
| Ecología | Albania            | Suada Saliu      |

## Delegadas
| Country              | Contestant               | Age | Height          | Hometown                 | Group |
| -------------------- | ------------------------ | --- | --------------- | ------------------------ | ----- |
| Albania              | Suada Saliu              | 22  | 1,79 m (5′ 10″) | Lezha                    | 1     |
| Argentina            | Gisela Menossi           | 21  | 1,80 m (5′ 11″) | Río Cuarto               | 2     |
| Australia            | Melinda Heffernan        | 24  | 1,73 m (5′ 8″)  | Cremorne                 | 1     |
| Bahamas              | Krystal Brown            | 23  | 1,73 m (5′ 8″)  | Nasáu                    | 1     |
| Bélgica              | Isabel van Hoof          | 18  | 1,72 m (5′ 8″)  | Amberes                  | 2     |
| Brasil               | Larissa Ramos            | 20  | 1,78 m (5′ 10″) | Manaus                   | 3     |
| Canadá               | Lateesha Ector           | 24  | 1,79 m (5′ 10″) | Pierrefonds              | 2     |
| China                | Yan Xu                   | 20  | 1,78 m (5′ 10″) | Shandong                 | 1     |
| China Taipéi         | Chen Yi-Wen              | 21  | 1,73 m (5′ 8″)  | Taipéi                   | 3     |
| Colombia             | Alejandra Castillo       | 22  | 1,78 m (5′ 10″) | Bogotá                   | 1     |
| Corea                | Park Ye-ju               | 22  | 1,73 m (5′ 8″)  | Seúl                     | 2     |
| Costa Rica           | Malena Orozco            | 21  | 1,83 m (6′ 0″)  | Cartago                  | 2     |
| Cuba                 | Jamillette Gaxiola       | 20  | 1,75 m (5′ 9″)  | La Habana                | 1     |
| Dinamarca            | Patrica Tjornelund       | 22  | 1,79 m (5′ 10″) | Copenhague               | 1     |
| República Dominicana | Mariel Garcia            | 24  | 1,78 m (5′ 10″) | San Francisco de Macoris | 1     |
| Ecuador              | Diana Delgado            | 25  | 1,73 m (5′ 8″)  | Manta                    | 2     |
| El Salvador          | Mayra Aldana             | 23  | 1,73 m (5′ 8″)  | San Salvador             | 3     |
| Inglaterra           | Kirsty Nichol            | 19  | 1,73 m (5′ 8″)  | Islington                | 2     |
| Francia              | Magalie Thierry          | 22  | 1,78 m (5′ 10″) | Froideconche             | 3     |
| Gabón                | Marlyne Lea Ayenne       | 22  | 1,75 m (5′ 9″)  | Libreville               | 1     |
| Georgia              | Nona Diakonidze          | 19  | 1,75 m (5′ 9″)  | Tiflis                   | 1     |
| Ghana                | Mariam Abdul Rauf        | 21  | 1,73 m (5′ 8″)  | Northern Region          | 2     |
| Grecia               | Triantafyllia Sarantinou | 21  | 1,79 m (5′ 10″) | Atenas                   | 3     |
| Guadalupe            | Marie-Ange Seymour       | 19  | 1,73 m (5′ 8″)  | Le Moule                 | 2     |
| Guam                 | Maria Luisa Santos       | 24  | 1,74 m (5′ 9″)  | Dededo                   | 3     |
| Guatemala            | Hamy Nataly Tejeda Funes | 24  | 1,73 m (5′ 8″)  | Guatemala City           | 3     |
| Honduras             | Alejandra Mendoza        | 19  | 1,75 m (5′ 9″)  | La Lima                  | 3     |
| Hong Kong            | Wang Shan Shan           | 20  | 1,73 m (5′ 8″)  | Sinkiang                 | 1     |
| Hungría              | Korinna Kocsis           | 18  | 1,73 m (5′ 8″)  | Jákfa                    | 1     |
| India                | Shriya Kishore           | 23  | 1,79 m (5′ 10″) | Mumbai                   | 2     |
| Indonesia            | Nadine Zamira Syarief    | 25  | 1,68 m (5′ 6″)  | Yakarta                  | 1     |
| Israel               | Noy Michaelov            | 24  | 1,78 m (5′ 10″) | Jerusalén                | 1     |
| Italia               | Luna Isabella Voce       | 21  | 1,83 m (6′ 0″)  | Milán                    | 2     |
| Jamaica              | Jenaae Jackson           | 19  | 1,78 m (5′ 10″) | Kingston                 | 1     |
| Japón                | Takada Tomomi            | 22  | 1,72 m (5′ 8″)  | Tokio                    | 1     |
| Kenia                | Catherine Muturi         | 24  | 1,78 m (5′ 10″) | Gatundu                  | 2     |
| Kosovo               | Elsa Marku               | 18  | 1,75 m (5′ 9″)  | Pristina                 | 2     |
| Letonia              | Diana Kubasova           | 20  | 1,75 m (5′ 9″)  | Riga                     | 1     |
| Líbano               | Nicole Lichaa Khoury     | 18  | 1,72 m (5′ 8″)  | Beirut                   | 3     |
| Luxemburgo           | Theodora Bănică          | 21  | 1,70 m (5′ 7″)  | Luxemburgo               | 2     |
| Macao                | Jia Pei                  | 20  | 1,75 m (5′ 9″)  | Macao                    | 3     |
| Malasia              | Madeline Nandu           | 23  | 1,73 m (5′ 8″)  | Sabah                    | 2     |
| Malta                | Alison Gallea Valletta   | 21  | 1,72 m (5′ 8″)  | Attard                   | 3     |
| Martinica            | Pascale Nelide           | 18  | 1,80 m (5′ 11″) | Fort de France           | 1     |
| México               | Natalia Quiñónez         | 23  | 1,78 m (5′ 10″) | Zapopan                  | 3     |
| Nepal                | Richa Thapa Magar        | 24  | 1,64 m (5′ 5″)  | Katmandú                 | 3     |
| Países Bajos         | Sabrina Anijs            | 21  | 1,75 m (5′ 9″)  | La Haya                  | 2     |
| Nueva Zelanda        | Catherine Irving         | 19  | 1,72 m (5′ 8″)  | Waverley                 | 2     |
| Nigeria              | Modesta Alozie           | 21  | 1,75 m (5′ 9″)  | Abia                     | 3     |
| Irlanda del Norte    | Kayleigh O'Reilly        | 18  | 1,78 m (5′ 10″) | Derry                    | 3     |
| Pakistán             | Ayesha Gilani            | 26  | 1,70 m (5′ 7″)  | Lahore                   | 1     |
| Panamá               | Geraldine Higuera        | 20  | 1,71 m (5′ 7″)  | La Chorrera              | 2     |
| Paraguay             | Gabriela Rejala          | 20  | 1,75 m (5′ 9″)  | Ñemby                    | 3     |
| Perú                 | Leticia Rivera           | 21  | 1,79 m (5′ 10″) | Cajamarca                | 3     |
| Filipinas            | Sandra Seifert           | 25  | 1,75 m (5′ 9″)  | Bacólod                  | 2     |
| Polonia              | Izabela Wilczek          | 23  | 1,77 m (5′ 10″) | Pabianice                | 1     |
| Puerto Rico          | Dignelis Jiménez         | 25  | 1,71 m (5′ 7″)  | Arecibo                  | 3     |
| Rusia                | Ksenia Podsevatkina      | 22  | 1,78 m (5′ 10″) | Sarátov                  | 2     |
| Samoa                | Varuna Curry             | 21  | 1,75 m (5′ 9″)  | Apia                     | 3     |
| Escocia              | Sarah Finlay             | 23  | 1,78 m (5′ 10″) | Glasgow                  | 3     |
| Serbia               | Dijana Milojkovic        | 22  | 1,75 m (5′ 9″)  | Cuprija                  | 2     |
| Singapur             | Valerie Lim              | 24  | 1,80 m (5′ 11″) | Singapur                 | 3     |
| República Checa      | Tereza Budková           | 19  | 1,76 m (5′ 9″)  | Sezimovo Ústí            | 1     |
| Eslovaquia           | Lea Sindlerova           | 22  | 1,75 m (5′ 9″)  | Nitra                    | 2     |
| Eslovenia            | Maja Jamnik              | 18  | 1,75 m (5′ 9″)  | Liubliana                | 3     |
| Sudáfrica            | Chanel Grantham          | 20  | 1,75 m (5′ 9″)  | Durban                   | 1     |
| Sudán del Sur        | Aheu Deng                | 18  | 1,96 m (6′ 5″)  | Yuba                     | 2     |
| España               | Alejandra Echevarria     | 20  | 1,81 m (5′ 11″) | Jaén                     | 1     |
| Suecia               | Giulia Simone Olsson     | 19  | 1,75 m (5′ 9″)  | Estocolmo                | 2     |
| Suiza                | Graziella Rogers         | 22  | 1,71 m (5′ 7″)  | Lyss                     | 3     |
| Polinesia Francesa   | Niuriki Teremate         | 21  | 1,73 m (5′ 8″)  | Punaauia                 | 3     |
| Tanzania             | Evelyne Almasi           | 24  | 1,80 m (5′ 11″) | Dar-Es-Salaam            | 3     |
| Tailandia            | Rujinan Phanseethum      | 20  | 1,72 m (5′ 8″)  | Udon Thani               | 3     |
| Tonga                | Mary Francis Greatz      | 21  | 1,73 m (5′ 8″)  | Nukualofa                | 2     |
| Turquía              | Gözde Zay                | 26  | 1,75 m (5′ 9″)  | Estambul                 | 2     |
| Turcas y Caicos      | Alison Capron            | 23  | 1,73 m (5′ 8″)  | Providenciales           | 2     |
| Ucrania              | Karina Golovata          | 21  | 1,78 m (5′ 10″) | Kiev                     | 1     |
| Estados Unidos       | Amy Diaz                 | 25  | 1,68 m (5′ 6″)  | North Providence         | 2     |
| Venezuela            | Jessica Barboza          | 22  | 1,74 m (5′ 9″)  | Maracaibo                | 1     |
| Gales                | Dominique Dyer           | 20  | 1,70 m (5′ 7″)  | Neath Port Talbot        | 2     |

### Presentación de Fotos

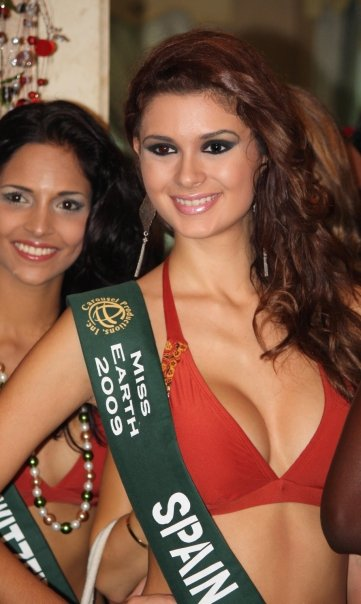
Alejandra Echevarria Miss Spain
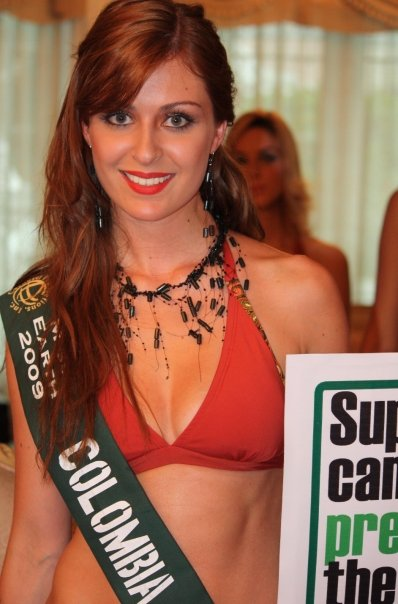
Alejandra Castillo Miss Colombia
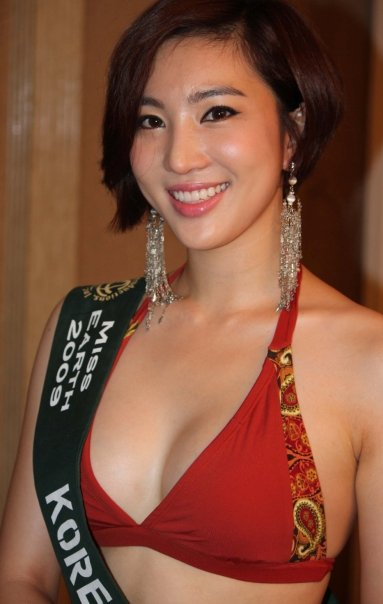
Park Ye-ju Miss Korea
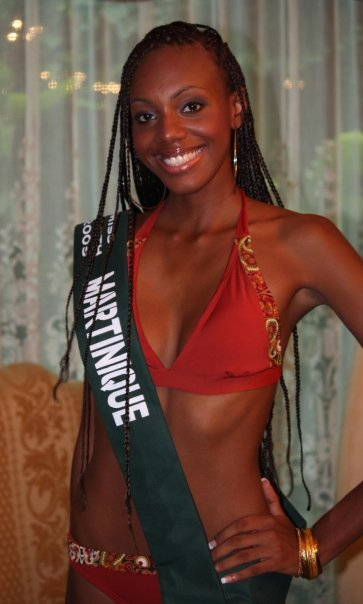
Pascale Nelide Miss Martinique
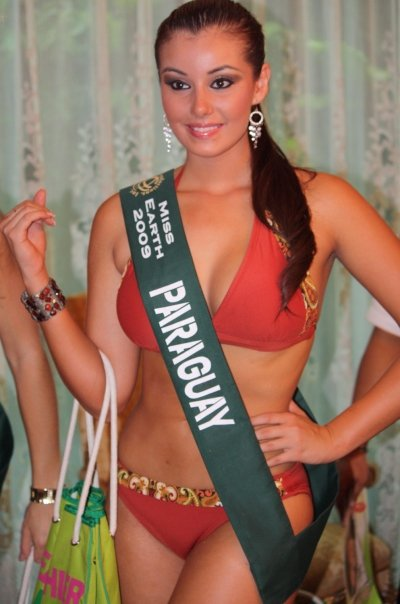
Gabriela Rejala Miss Paraguay
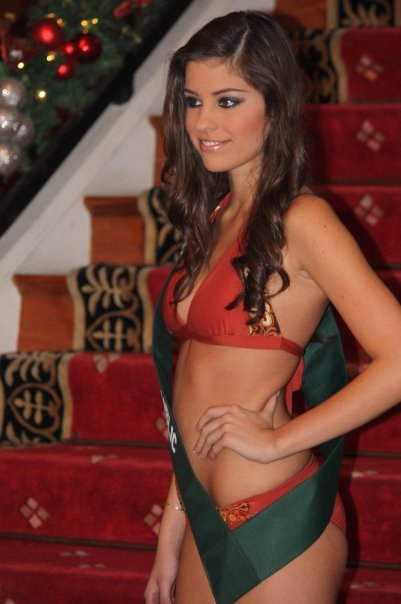
Tereza Budková Miss Czech Republic
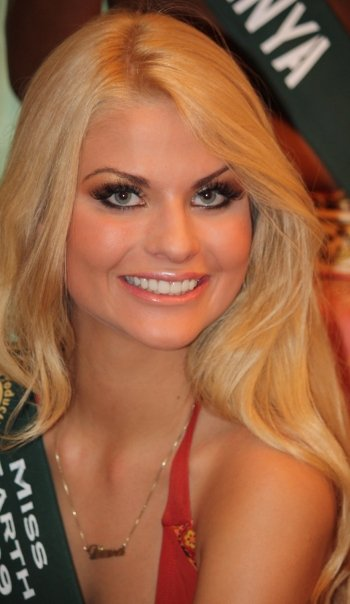
Diana Kubasova Miss Latvia
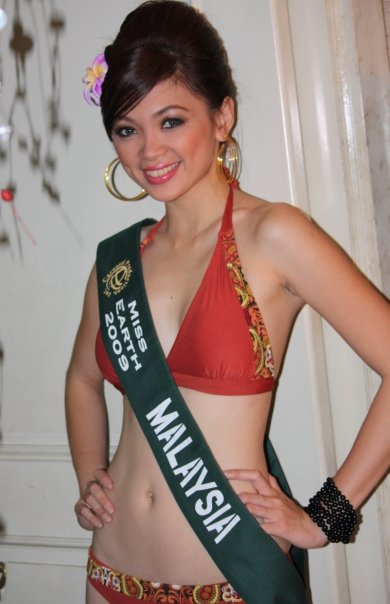
Madeline Nandu Miss Malaysia
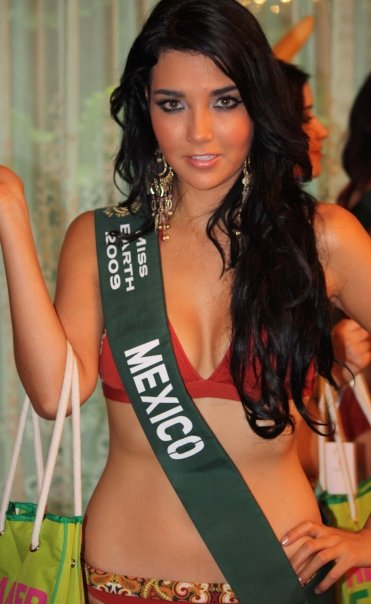
Natalia Quiñónez Miss Mexico
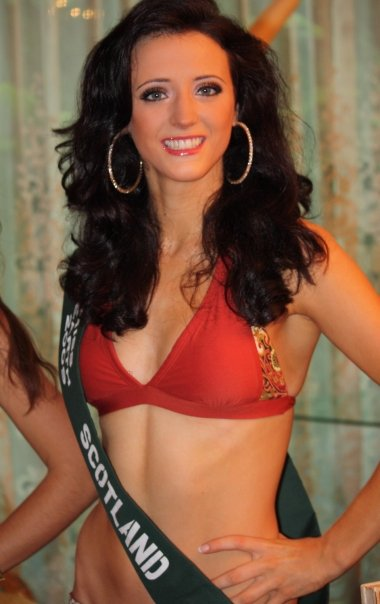
Sarah Finlay Miss Scotland
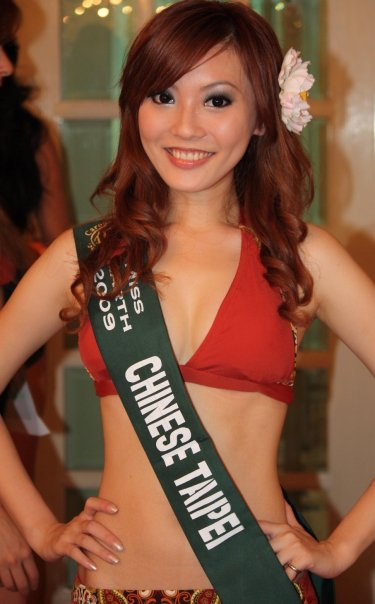
Chen Yi-Wen Miss Chinese Taipei
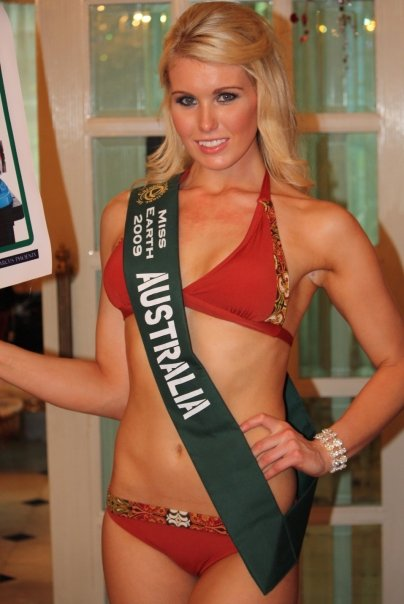
Melinda Heffernan Miss Australia
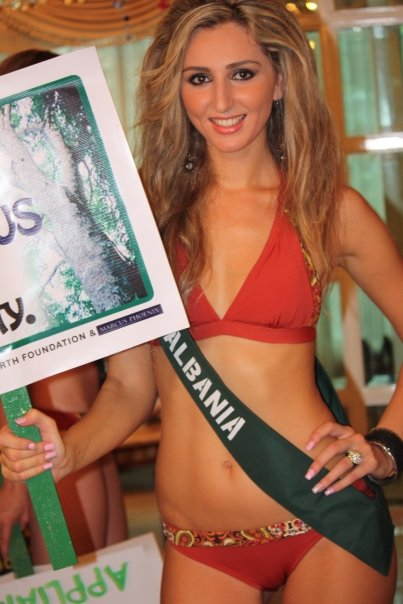
Suada Saliu Miss Albania
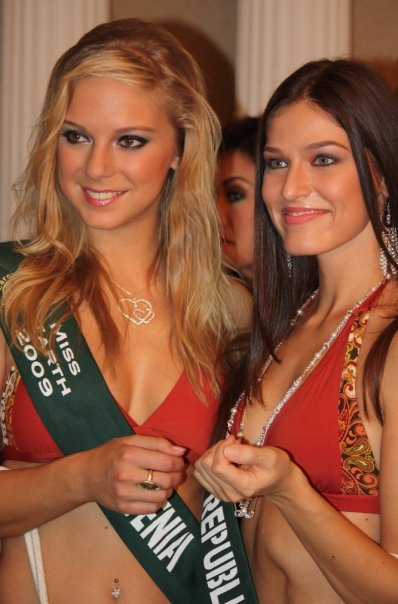
Maja Jamnik & Lea Sindlerova Misses Slovenia & Miss Slovak Republic
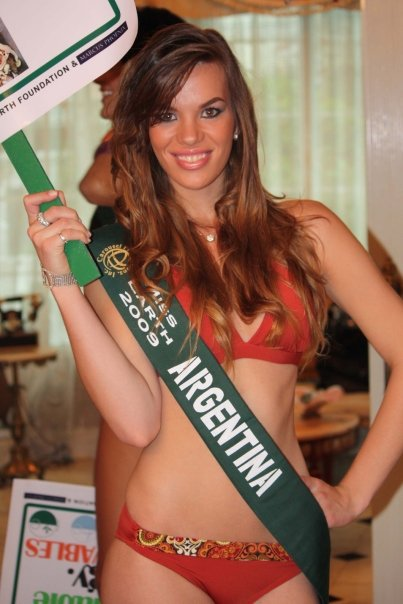
Gisela Menossi Miss Argentina
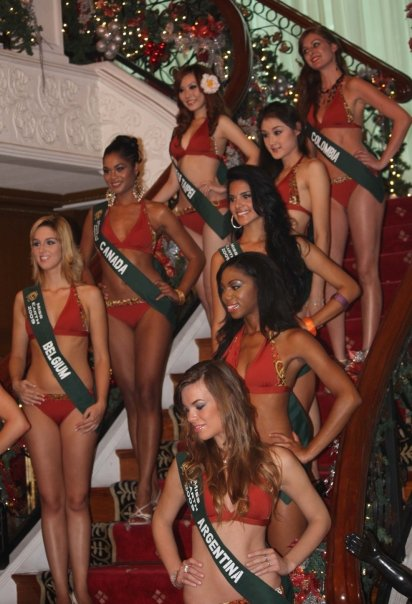
Miss Earth Delegates